# Anna Faris
Anna Kay Faris (Baltimore, Maryland, 29 de noviembre de 1976) es una actriz, comediante y productora de cine estadounidense. Saltó a la fama por su trabajo en papeles cómicos, principalmente como Cindy Campbell en la franquicia de Scary Movie (2000–06). En la década de 2000, apareció en películas de drama tales como May (2002), Lost in Translation (2003) y Brokeback Mountain (2005), y en comedias como The Hot Chick (2002), Waiting... (2005), Just Friends (2005), Mi súper ex novia (2006), Smiley Face (2007) y The House Bunny (2008).
Faris ha tenido roles de voz en las franquicias de cine tales como Cloudy with a Chance of Meatballs (2009–13) y Alvin and the Chipmunks (2009–15), además de Emoji: la película (2017). En la década de 2010, protagonizó las comedias What's Your Number? (2011), El dictador  (2012), I Give It a Year (2013), y Overboard (2018). Desde 2013 hasta 2020, interpretó a Christy Plunkett en la sitcom de CBS Mom. La serie le ha valido aclamaciones de los críticos y tres nominaciones al People's Choice Award. En 2015, lanzó Unqualified, un pódcast de consejos, y en 2017, su libro de memorias del mismo nombre fue publicado.

## Primeros años
Anna nació en Baltimore, Maryland, pero creció en Edmonds, Washington, al norte de Seattle. Hija de Jack, de ascendencia escocesa e irlandesa, y Karen, de ascendencia alemana, inglesa y francesa. Tiene un hermano llamado Robert.
Sus padres la alentaron a continuar la actuación cuando era joven y dio su primera caracterización profesional a los 9 años en el Seattle Repertory Rheater. Después de asistir al instituto Edmonds Woodway High School, estudió literatura inglesa en la Universidad de Washington y vivió un tiempo en Londres.

## Carrera

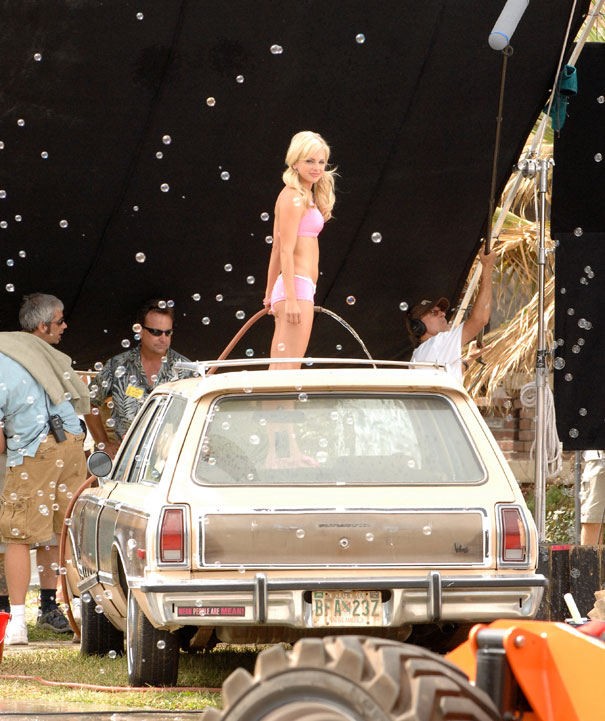
Faris en el rodaje de The House Bunny.

Su carrera comenzó con pequeñas actuaciones en películas de los años 90. Su primer papel cinematográfico importante fue en la producción independiente Lovers Lane en el año (1999) donde conoció a Ben Indra que más tarde fue su esposo. Aunque su mayor papel y por el que se la conoce mundialmente es por las películas de Scary Movie. Anna ha interpretado el papel de Cindy Campbell en la saga paródica desde la primera entrega hasta la cuarta.
En 2002 interpretó a April en la película Este cuerpo no es Mío donde actuó junto con Rob Schneider y Rachel McAdams. En el mismo año, Faris formó parte del elenco de la película de horror May. En 2003 también tuvo un papel relevante en Lost in Translation.
Anna ha actuado en diferentes películas como Sólo Amigos, en la cual interpretó a Samantha James. También hizo una pequeña actuación en la oscarizada película Brokeback Mountain, que fue otro de sus muchos papeles representativos en su carrera en 2005. Luego protagonizó la cuarta película de la saga de Scary Movie, Scary Movie 4, interpretando el mismo personaje, Cindy Campbell. Luego protagonizó la comedia The House Bunny, que fue estrenada en agosto de 2008. Una de sus películas más recientes fue Observe and Report, estrenada en abril de 2009. También interpretó a Cassie en la película Frequently Asked Questions About Time Travel. También prestó su voz para la película animada Cloudy with a Chance of Meatballs. En 2009, Faris participó en la secuela de la película Alvin and the Chipmunks, Alvin y las ardillas 2, dando voz al personaje de Jeanette. Su más reciente película es El dictador en la que participa junto a Sacha Baron Cohen. Además de éstas se estrenará la película Young Americans, la cual protagoniza Faris junto a Topher Grace y Michelle Trachtenberg. Protagonizó la serie de Warner Bros Mom hasta el estreno de la temporada 8 en 2020, cuando decidió abandonarla para dedicarse a otros proyectos.

## Vida personal
En 2004 se casó con el también actor Ben Indra, a quien conoció en la producción Lovers Lane. Solicitó el divorcio el 3 de abril de 2007. 
El 29 de enero de 2009 anunció su relación con el actor Chris Pratt. La pareja se casó el 20 de junio de 2009 en Hawái. En mayo de 2012, la pareja anunció que estaban esperando su primer hijo. El 25 de agosto de 2012 nació su hijo, llamado Jack. El 6 de agosto de 2017 Chris Pratt anunció a través de su página oficial de Facebook su separación con la actriz tras ocho años de matrimonio.
Según los informes, Faris comenzó a salir con el director de fotografía Michael Barrett en septiembre de 2017, a quien conoció mientras trabajaba en la película Overboard. En una aparición en febrero de 2020 en The Late Late Show with James Corden, confirmó los rumores de su compromiso. En 2021, confirmó que se habían casado en una ceremonia en un tribunal en Washington.

## Filmografía

### Cine
| Año  | Título                                       | Personaje                  | Notas                        |
| ---- | -------------------------------------------- | -------------------------- | ---------------------------- |
| 1996 | Eden                                         | Dithy                      |                              |
| 1999 | Lovers Lane                                  | Jannelle Bay               |                              |
| 2000 | Scary Movie                                  | Cindy Campbell             |                              |
| 2001 | Scary Movie 2                                | Cindy Campbell             |                              |
| 2002 | May                                          | Polly                      |                              |
| 2002 | The Hot Chick                                | April Thomas               |                              |
| 2003 | Winter Break                                 | Justine                    |                              |
| 2003 | Lost in Translation                          | Kelly                      |                              |
| 2003 | Scary Movie 3                                | Cindy Campbell             |                              |
| 2005 | Southern Belles                              | Belle Scott                |                              |
| 2005 | Waiting...                                   | Serena                     |                              |
| 2005 | Brokeback Mountain                           | Lashawn Malone             |                              |
| 2005 | Just Friends                                 | Samantha James             |                              |
| 2006 | Scary Movie 4                                | Cindy Campbell             |                              |
| 2006 | My Super Ex-Girlfriend                       | Hannah Lewis               |                              |
| 2006 | Guilty Hearts                                | Jane Conelly               |                              |
| 2007 | Smiley Face                                  | Jane F.                    |                              |
| 2007 | Mama's Boy                                   | Nora Flanagan              |                              |
| 2008 | The House Bunny                              | Shelley Darlington         |                              |
| 2008 | The Spleenectomy                             | Danielle / Dr. Fields      | Cortometraje                 |
| 2009 | Frequently Asked Questions About Time Travel | Cassie                     |                              |
| 2009 | Observe and Report                           | Brandi Gaffney             |                              |
| 2009 | Alvin and the Chipmunks: The Squeakquel      | Jeanette Miller            | Voz                          |
| 2009 | Cloudy with a Chance of Meatballs            | Sam Sparks                 | Voz                          |
| 2010 | Yogi Bear                                    | Rachel Johnson             |                              |
| 2011 | Take Me Home Tonight                         | Wendy Franklin             |                              |
| 2011 | What's Your Number?                          | Ally Darling               | También productora ejecutiva |
| 2011 | Alvin and the Chipmunks: Chipwrecked         | Jeanette Miller            | Voz                          |
| 2012 | The Dictator                                 | Zoey                       |                              |
| 2013 | Movie 43                                     | Julie                      |                              |
| 2013 | I Give It a Year                             | Chloe                      |                              |
| 2013 | Cloudy with a Chance of Meatballs 2          | Sam Sparks                 | Voz                          |
| 2014 | 22 Jump Street                               | Anna                       | Cameo; sin acreditar         |
| 2015 | Alvin and the Chipmunks: The Road Chip       | Jeanette Miller            | Voz                          |
| 2016 | Keanu                                        | Ella misma                 | Cameo                        |
| 2017 | Emoji: la película                           | Jailbreak / Princesa Linda | Voz                          |
| 2018 | Overboard                                    | Kate Sullivan              |                              |
| 2018 | Ralph Breaks the Internet                    | Jailbreak                  | Voz                          |
| 2022 | The Estate                                   | Savannah                   |                              |
| 2024 | My Spy: The Eternal City                     | Nancy                      |                              |

### Televisión
| Año        | Título                       | Personaje                        | Notas                          |
| ---------- | ---------------------------- | -------------------------------- | ------------------------------ |
| 1991       | Deception: A Mother's Secret | Liz                              | Película para televisión       |
| 2002–2004  | King of the Hill             | Lisa / Stoned Hippie Chick (voz) | 2 episodios                    |
| 2004       | Friends                      | Erica                            | Recurrente (5 episodios)       |
| 2005       | Blue Skies                   | Sarah                            | Película para televisión       |
| 2007       | Entourage                    | Ella misma                       | 3 episodios                    |
| 2008; 2011 | Saturday Night Live          | Ella misma                       | 2 episodios                    |
| 2013–2020  | Mom                          | Christy Plunkett                 | Protagonista (temporada 1-7)   |
| 2021       | HouseBroken                  | Chartreuse (voz)                 | 2 episodios                    |
| 2022       | The Simpsons                 | Ashley (voz)                     | Episodio: «Lisa the Boy Scout» |